# Chris "The Glove" Taylor
Chris "The Glove" Taylor é um dos DJ's pioneiros do West coast hip hop. As primeiras aparições de Ice-T em discos foram em suas canções "Reckless" (de "Breakin'") e "Tibetan Jam", ambas de 1983.
Ele depois assinou um contrato com a Electrobeat Records. Durante este período, ele também estava em um grupo chamado The Radio Crew, junto com Ice-T, Egyptian Lover e Super A.J. Eles lançaram um EP para o documentário "Breaking And Entering".
Sua canção mais famosa é "The Itchiban Scratch" de 1985 que é um instrumental que sampleia crianças cantando "The Grand of Duke Of York" em torno de um tema estilo japonês.
Ele também fez músicas com Victor Flores que atualmente é engenheiro chefe no ATM Studios, chamado "Breakmixer 1 + 2" e apareceu no famoso disco de hip hop da Motown "Scratch Break" do Motor City Crew.
Créditos mais recentes estão nos álbuns The Chronic e Dr. Dre Presents the Aftermath de Dr. Dre onde ele recebeu créditos pela mixagem e no álbum do The Firm como produtor. Ele disse em uma entrevista que produziu músicas no álbum Doggystyle de Snoop Dogg, All Eyez on Me de 2Pac e 2001 de Dr. Dre, mas que não recebeu crédito por suas contribuições.